# 2. grönländischer Landesratswahlkreis
Der 2. grönländische Landesratswahlkreis war von 1951 bis 1979 ein Landesratswahlkreis in Grönland. Der Wahlkreis umfasste die Gemeinde Qaqortoq.

## Vertreter
Folgende Personen vertraten den Wahlkreis:
| Wahlperiode | Landesrat          | 1. Stellvertreter | 2. Stellvertreter | Anmerkung        |
| ----------- | ------------------ | ----------------- | ----------------- | ---------------- |
| 1951–1955   | Frederik Nielsen   | ?                 | ?                 |                  |
| 1955–1959   | Klaus Lynge        | ?                 | ?                 |                  |
| 1959–1963   | Erling Høegh       | ?                 | ?                 |                  |
| 1963–1967   | Oluf Høegh         | ?                 | ?                 |                  |
| 1967–1971   | Erling Høegh       | Oluf Høegh        | Jokum Kleist      | Vorsitzender     |
| 1971–1975   | Jonathan Motzfeldt | Henrik Lund       | Helga Olsen       | Vizevorsitzender |
| 1975–1979   | Jonathan Motzfeldt | Henrik Lund       | Peter Davidsen    | Vizevorsitzender |